# ابرقهرمان بهوش جوشی
ابرقهرمان بهوش جوشی (انگلیسی: Bhavesh Joshi Superhero) فیلم هندی درام اکشن انتقام‌جویانه هندی-زبان، محصول سال ۲۰۱۸ است که توسط ویکرامادیتیا موتوان کارگردانی گردید. بازیگران اصلی هارشواردان کاپور در نقش محوری، به همراه پریانشو پاینیولی، اشیش ورما و نیشیکانت کامات در نقش‌های مکمل هستند. ابرقهرمان بهوش جوشی، آخرین نقش‌آفرینی کامات در یک فیلم، قبل از مرگ او در روز ۱۷ اوت ۲۰۲۰ بود.
این فیلم در روز ۱ ژوئن ۲۰۱۸ اکران گردید و همچنین در جشنواره فیلم نوشاتل به نمایش درآمده بود. به‌طور کلی، فیلم نظرات مثبتی را دریافت کرد اما با فروشی بالغ بر ۴٫۳۵ کرور روپیه در گیشه، در قیاس با بودجه ساختی بالغ بر ۲۱ کرور به یک فیلم ناموفق تجاری تبدیل شد.